# Kalinovac
Kalinovac è un comune della Croazia di 1 725 abitanti della regione di Koprivnica e Križevci.